# Spirama chimista
Spirama chimista är en fjärilsart som beskrevs av Vincenz Kollar 1842. Spirama chimista ingår i släktet Spirama och familjen nattflyn. Inga underarter finns listade i Catalogue of Life.